# Юний Бас Теотекний
Юний Бас, наричан Теотекний (на латински: Iunius Bassus signo Theotecnius; юни 317 – 25 август 359) е политик на Римската империя през 4 век.
Син е на Юний Аний Бас от фамилията Ании, преториански префект, консул 331 г.
Юний Бас Теотекний е Vir clarissimus e vicarius di Roma и от 25 март до 25 август 359 г. Юний Бас Теотекний е praefectus urbi (градски префект) на град Рим. Той е християнин, определян като новокръстен (NEOFITVS). Той умира по времето на тази му служба, според надписа на саркофага му на 42 години и 2 дена. Саркофага се намира в Старата базилика Свети Петър в Рим,
открит през 1559 г.

- Саркофагът на Юний Бас